# Stazione di Povo-Mesiano
Stazione di Povo-Mesiano vasútállomás Olaszországban, Trentino-Alto Adige régióban, Trento településen.

## Vasútvonalak
Az állomást az alábbi vasútvonalak érintik:
- Trento–Velence-vasútvonal

## Kapcsolódó állomások
A vasútállomáshoz az alábbi állomások vannak a legközelebb: 
- Stazione di Pergine
- Stazione di Villazzano